# Simfonia núm. 10 (Mahler)
La Simfonia núm. 10 va ser composta per Gustav Mahler l'estiu del 1910 i va ser la seva composició final. En el moment de la mort de Mahler, la composició era substancialment completa en forma d'un esborrany continu, però no totalment elaborada ni orquestrada i, per tant, no es podia tocar. Només el primer moviment es considera raonablement complet i interpretable com pretenia Mahler. Potser com a reflex de la crisi interior que estava patint en aquell moment (Mahler sabia que tenia un cor fallit i la seva dona havia estat infidel), la desena simfonia és, probablement, la seva obra més dissonant.
Diversos compositors i directors han creat versions de la simfonia utilitzant les notes de Mahler. L'obra es considera una de les composicions més importants de Mahler, i destaca per la seva complexitat i intensitat emocional. Sovint és interpretada i gravada per orquestres i es considera un element bàsic del repertori simfònic.

## Moviments
- I. Adagio: Andante-Adagio
- II. Scherzo: Schnelle Viertel
- III. Purgatorio: Allegretto moderato
- IV. Scherzo: Allegro pesante, Nicht zu Schnell
- V. Finale: Langsam-Allegro moderato-Adagio